# اسپانیا در المپیک تابستانی ۱۹۲۸

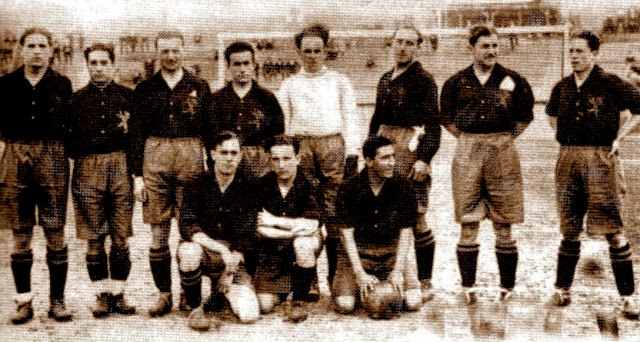
تصویر تیم ملی فوتبال اسپانیا در المپیک تابستانی ۱۹۲۸

اسپانیا در بازی‌های المپیک تابستانی ۱۹۲۸ که در شهر آمستردام برگزار شد، کاروان اسپانیا با ۸۰ ورزشکار در این رقابت‌ها شرکت کرد و موفق به کسب ۱ مدال (۱ طلا، ۰ نقره، ۰ برنز) شد. در جدول رتبه‌بندی توزیع مدال‌ها، اسپانیا در ردهٔ ۲۴ مسابقات قرار گرفت.